# ألوي ايرو

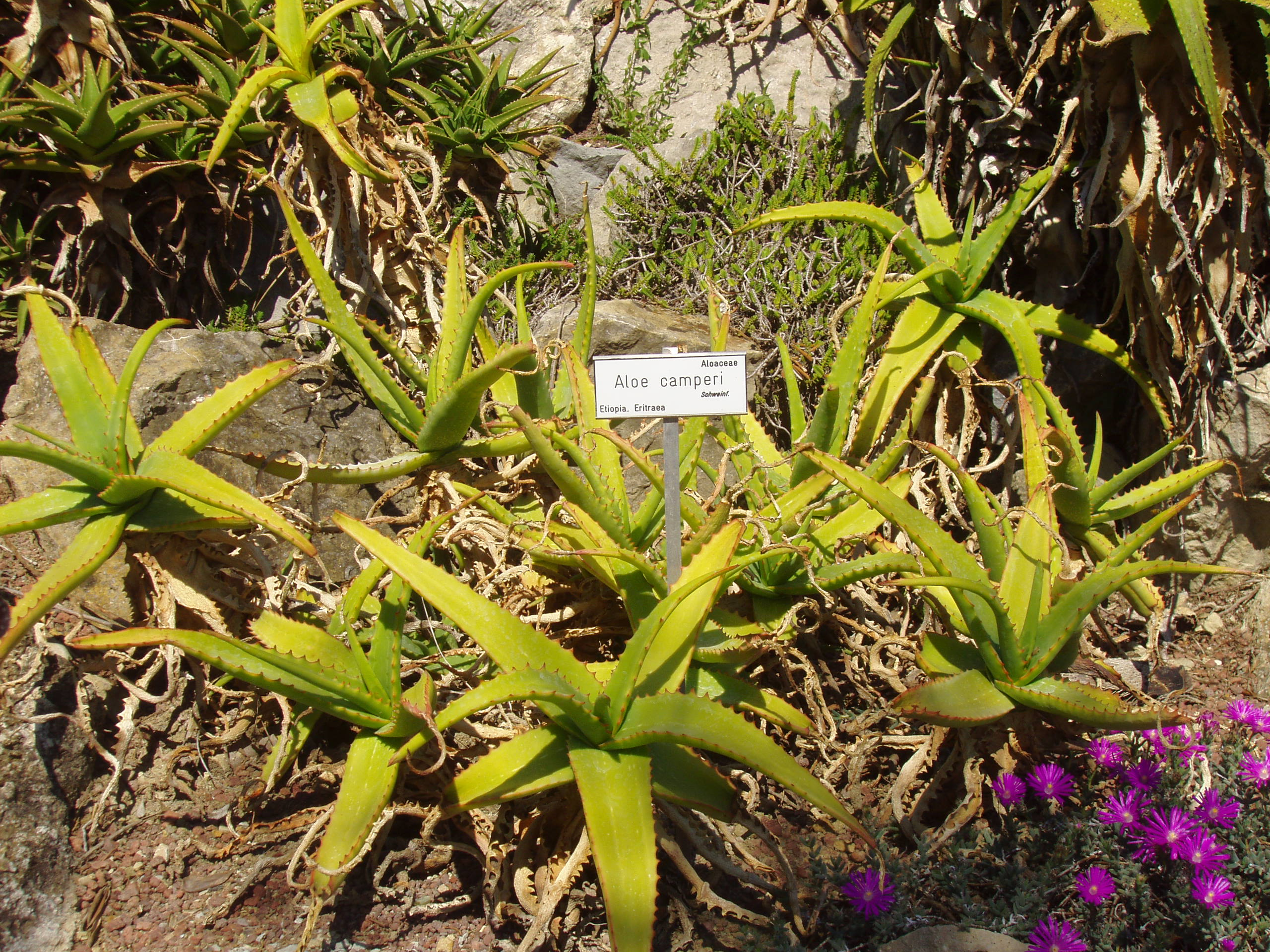

ألوي ايرو (الاسم العلمي: Aloe  camperi)، هو نبات ينتمي إلى (فصيلة: Xanthorrhoeaceae).